# Staxi
Staxi B.V. is een taxicentrale en Toegelaten Taxi Organisatie (TTO) in Amsterdam. Op 4 maart 2013 ontving Staxi als eerste taxicentrale de Amsterdamse TTO-vergunning van toenmalig wethouder Wiebes. De TTO-constructie werd in 2012 in het leven geroepen door de gemeente Amsterdam om Amsterdamse taxichauffeurs uit de anonimiteit te halen.

## Chauffeurs
Er zijn zo'n 800 taxichauffeurs aangesloten bij Staxi; deze chauffeurs zijn allemaal zelfstandig ondernemers. Het grootste deel van de chauffeurs dat bij Staxi is aangesloten beschikt over het TX-keur, waarmee zij aan hogere kwaliteitseisen voldoen dan die bij wet verplicht zijn gesteld. Daarnaast worden de aangesloten chauffeurs intern opgeleid aan de Staxi Academy.

### Staxi Lady
Sinds februari 2020 kunnen consumenten specifiek een taxi reserveren met een vrouwelijke bestuurder. De dienst Staxi Lady is in het leven geroepen om reizigers die liever bij een dame in de taxi zitten tegemoet te komen.

## Duurzame vloot
Meer dan de helft van de voertuigen in Staxi's vloot valt onder de categorie 'schone taxi' in de gemeente Amsterdam. Volledig emmissievrije taxi's worden door de gemeente aangemerkt als zijnde schoon. Consumenten kunnen specifiek een elektrische Staxi bestellen.

## Taxivervoer vanaf Schiphol
Staxi is behalve een TTO ook een GTO (Geaccepteerde Taxi Organisatie) op de luchthaven Schiphol. Chauffeurs die bij Staxi zijn aangesloten, mogen hun taxidiensten aanbieden op de officiële taxistandplaats van de luchthaven. Deze chauffeurs moeten voldoen aan de strenge eisen die gesteld worden door Stichting Taxi Controle (STC), een stichting die in 2002 in het leven werd geroepen door Schiphol Nederland B.V., met als doel het straattaxiproces op de luchthaven Schiphol te coördineren, te controleren en zo nodig te reguleren.

## Vaste prijs
Sinds het voorjaar van 2017 biedt Staxi haar klanten een vaste prijs voor iedere vooraf gereserveerde taxirit. Staxi is daarmee de eerste Amsterdamse taxicentrale die voor iedere gereserveerde rit een vaste prijs geeft.

## App
Begin 2017 introduceerde Staxi een eigen app waarmee gebruikers via hun smartphone een taxi kunnen bestellen. Gebruikers zien in de Staxi App direct hoeveel de taxirit zal kosten en kunnen de taxi live volgen.

## Diensten

### Rolstoeltaxi
Staxi biedt rolstoeltaxi’s aan. Deze taxi’s zijn toegankelijk voor rolstoelgebruikers en het vervoer wordt verzorgd door speciaal opgeleide chauffeurs. Er wordt gewerkt met vaste tarieven die vooraf inzichtelijk zijn.

### Gedeeld taxivervoer
In 2025 introduceerde Staxi een gedeelde ritservice onder de naam Staxi Share. Hierbij delen reizigers met een vergelijkbare route een taxi en betalen zij ieder een deel van de ritprijs. De dienst richt zich voornamelijk op vervoer van Amsterdam naar Schiphol en biedt een voordelig en duurzamer alternatief voor individueel taxivervoer.

## Mokumflex
Sinds 1 juli 2020 is Staxi de door gemeente Amsterdam aangewezen vervoerder voor Mokumflex. Mokumflex is een vorm van vraagafhankelijk openbaar vervoer. Passagiers kunnen voor €2,75 per persoon met de taxi reizen van halte naar halte. Deze dienst is beschikbaar in de regio's Landelijk Noord en Driemond.